# Dampoort (Gent)
De Dampoort of Dampoortwijk is een wijk in de Belgische stad Gent, ten oosten van het stadscentrum. De wijk is genoemd naar de gelijknamige vroegere stadspoort (net zoals het huidige verkeersknooppunt), waar de wijk ten zuidoosten van ligt. In 2023 telde Dampoort in totaal 12.870 inwoners. 48% van de inwoners is van buitenlandse afkomst.
Grote delen van de huidige wijk waren deel van de vroegere gemeente Sint-Amandsberg.
De wijk grenst aan de buurgemeente Destelbergen. Binnen Gent grenst ze in wijzerzin aan de volgende wijken: Gentbrugge, Oud-Gentbrugge, Macharius-Heirnis, Sluizeken-Tolhuis-Ham, Muide-Meulestede-Afrikalaan, Gentse Kanaaldorpen en -zone, en Sint-Amandsberg.
In de wijk ligt station Gent-Dampoort. Een bezienswaardigheid is het Groot Begijnhof van Sint-Amandsberg.

## Geschiedenis
De Dampoort, de toenmalige stadspoort in de derde stadsomwalling, werd gesloopt in 1828 voor het graven van het Handelsdok.

## Verkeersknooppunt Dampoort
De naam Dampoort is nu vooral verbonden met het gelijknamige verkeersknooppunt, in het uiterste noordwesten van de wijk, ongeveer op de plaats van de vroegere stadspoort. De stadsring R40 knoopt hier bovengronds met een waaier van invalswegen: Land van Waaslaan, Antwerpsesteenweg, Dendermondsesteenweg
Het knooppunt, beheerd door de Vlaamse overheid, kreeg rond het jaar 2000 de vorm van de huidige grote rotonde. In latere jaren werd meer fietsinfrastructuur (dubbelrichting) aangelegd, waardoor minder fietsers nodeloos de beruchte rotonde, met de vele autobewegingen, volledig rond moesten. De oostelijke invalswegen werden ter hoogte van de rotonde versmald tot één rijstrook, zodat de oversteek voor fietsers minder gevaarlijk werd. Voorafgaand aan het Gentse circulatieplan van 2017 werd de doorstroming geoptimaliseerd door op en voor de grote rotonde verkeerslichten te plaatsen. Toch is de Dampoort voor en na deze aanpassingen gekend als het filegevoeligste knooppunt van Gent.

### Dampoorttunnel
De Vlaamse regering heeft, na tientallen jaren discussies of het toekomstige kruispunt gelijkvloers, een brug of een tunnel moest worden, beslist dat onder het knooppunt de Dampoorttunnel wordt aangelegd voor het doorgaand verkeer op de Gentse stadsring R40. Dat is de duurste optie, maar biedt meer kansen voor een kwalitatieve omgeving en bebouwing bovengronds.
Deelgemeenten: Afsnee · Desteldonk · Drongen · Gent · Gentbrugge · Ledeberg · Mariakerke · Mendonk · Oostakker · Sint-Amandsberg · Sint-Denijs-Westrem · Sint-Kruis-Winkel · Wondelgem · Zwijnaarde

Overige dorpen, gehuchten en wijken:
Belgische gemeenten · Arrondissement Gent · Oost-Vlaanderen · Vlaanderen